# Église Notre-Dame d'Aubenton
L'église Notre-Dame d'Aubenton est une église fortifiée qui se dresse sur la commune d'Aubenton dans le département de l'Aisne en région Hauts-de-France.
L'église fait l'objet d'un classement au titre des monuments historiques par arrêté du 30 septembre 1994.

## Situation

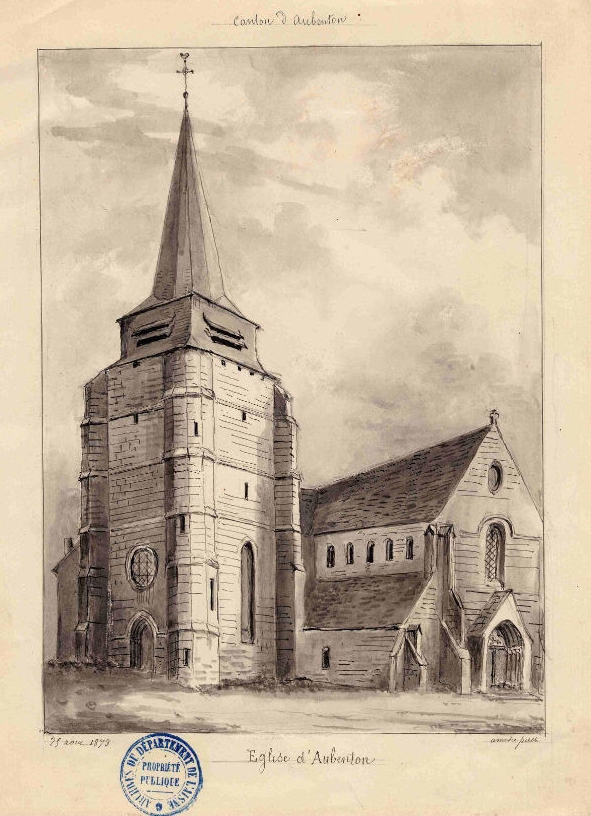
L'église en 1873 - Dessin d'Amédée Piette (1808-1883).

L'église Notre-Dame d'Aubenton est située dans le département français de l'Aisne sur la commune d'Aubenton, au carrefour de la route de Rumigny à Hirson et de celle de Laon à Rosoy[Lequel ?][réf. nécessaire].

## Histoire
Comme l'indique une plaque apposée à l'intérieur de l'église : En l'an 1893, ce bas-côté (sud) a été reconstruit tout entier par les généreuses libéralités de Mlle Flore Dapremont.
Le clocher accolé au nord de l'église a lui aussi été entièrement restauré et inauguré en 2013.

### Abbés
- ... - 1742 : Pierre Piette
- 24 juillet 1742-1755 : François Armant Ducarne

## Description
L'église Notre-Dame dont le clocher est fortifié présente la particularité d'être muni d'une horloge excentrée. Elle renferme divers objets classés monuments historiques (dont une bonne partie du mobilier provenant de l'abbaye prémontrée de Bucilly):
- Tableau : tête de christ[4]
- Autel, retable[5]
- Cadre du XVIIe siècle[6]
- Cadre du XVIIe siècle[7]
- Tableau, cadre : les noces de Cana[8]
- Tableau, cadre : l'Assomption de la Vierge[9]
- Lambris de revêtement, porte de la sacristie[10]
- Confessionnal[11]
- Chaire à prêcher[12]
- Stalles[13]
- Buffet d'orgue, tribune d'orgue[14]

### Galerie -  Extérieur

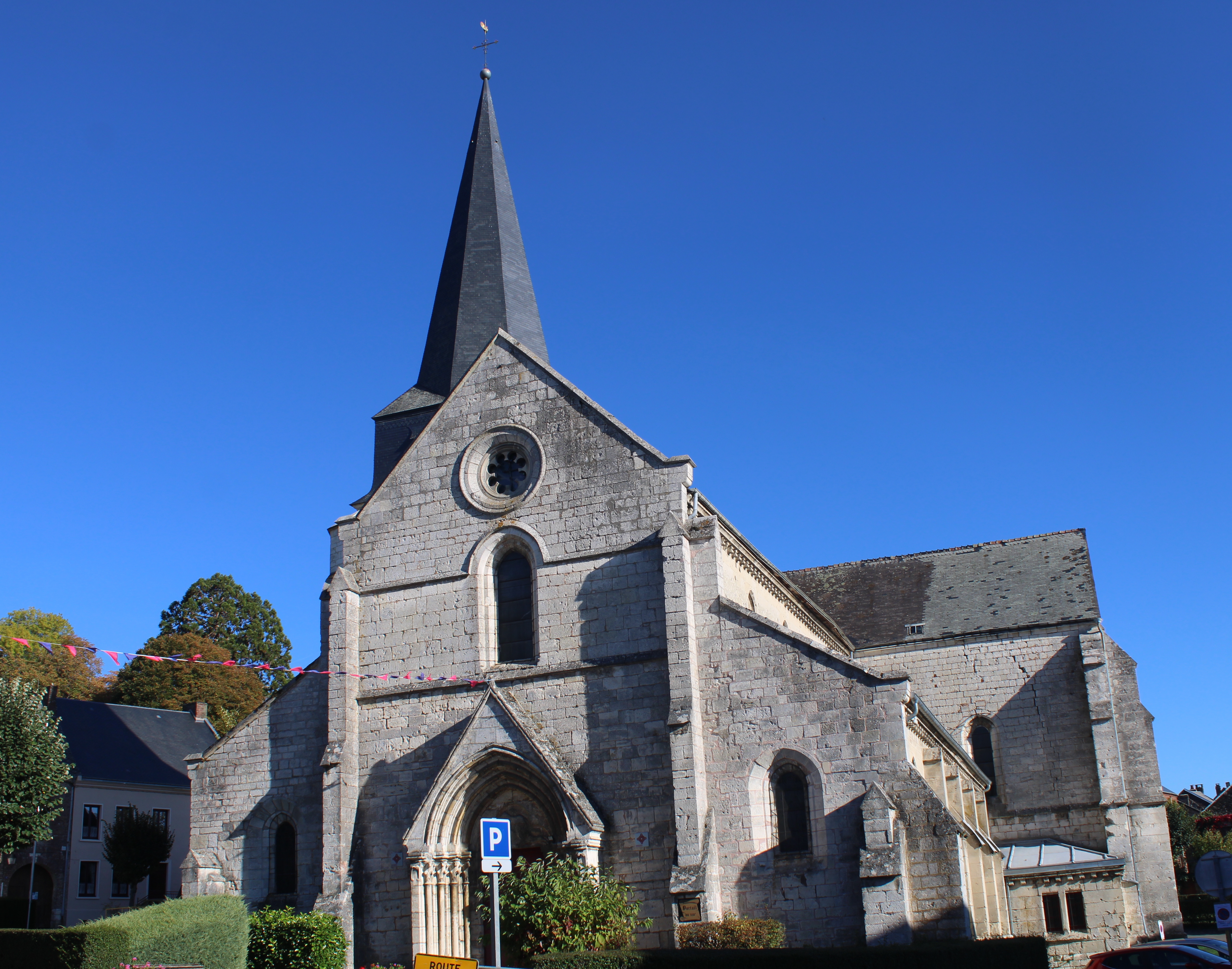
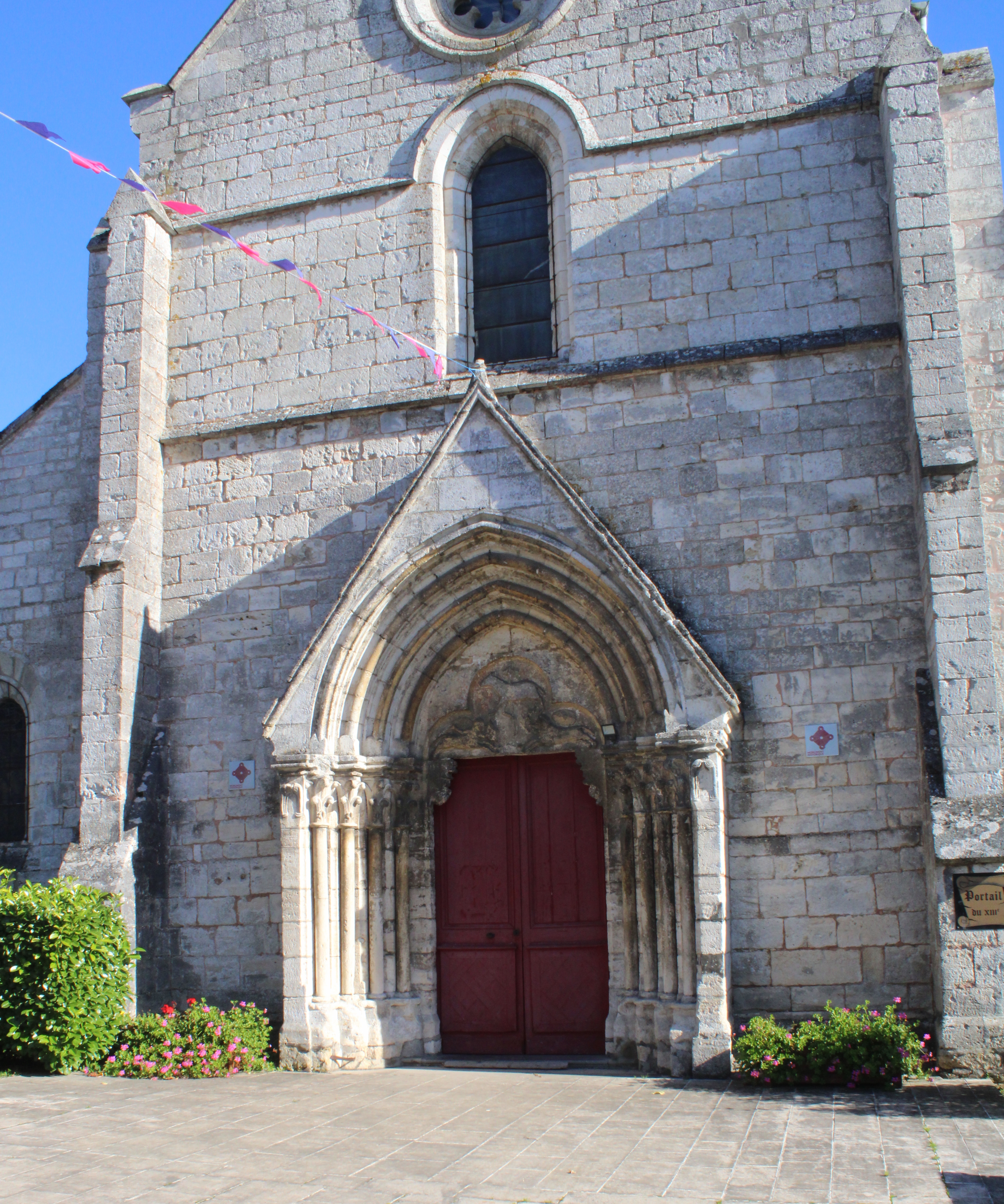
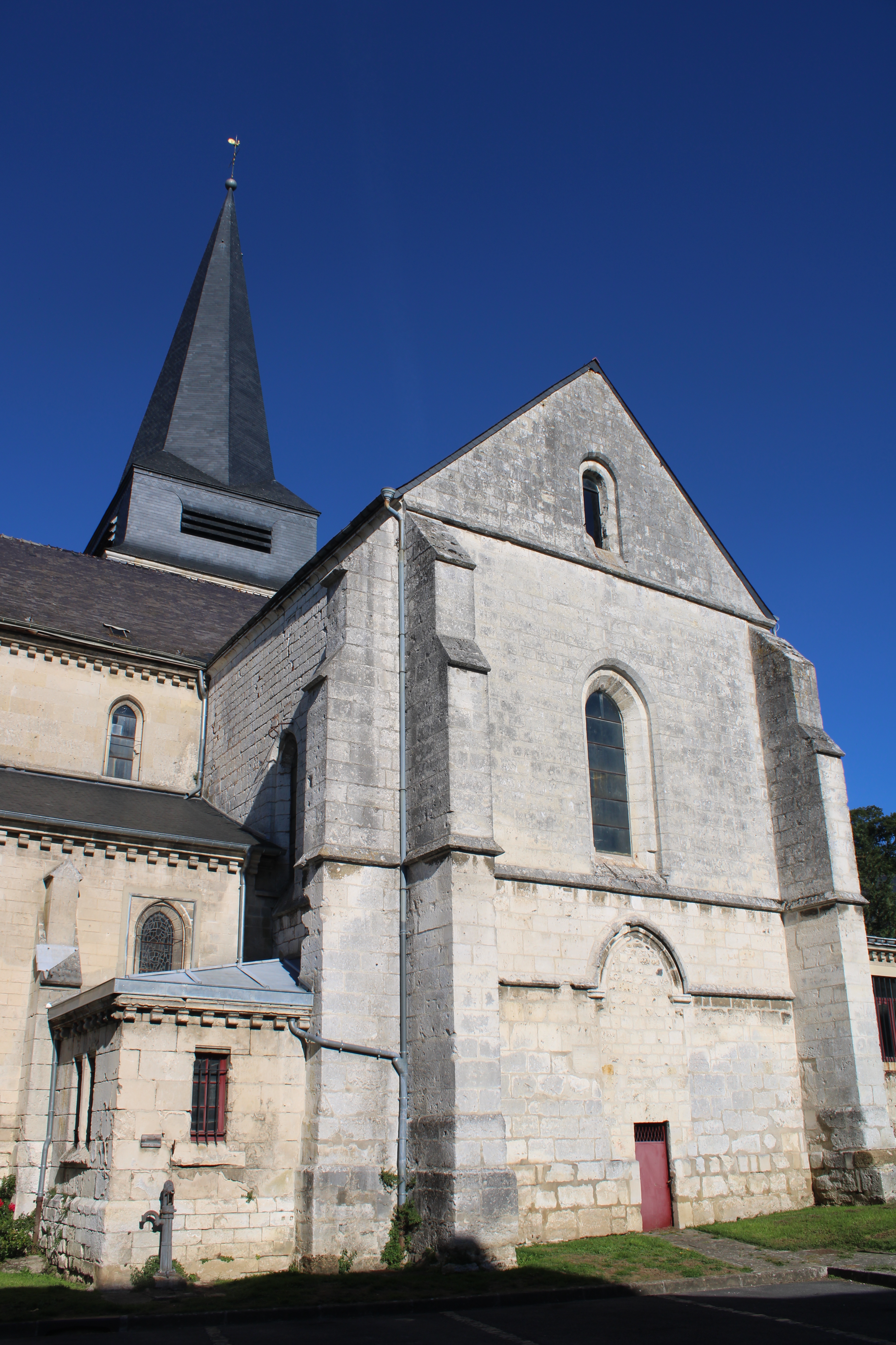
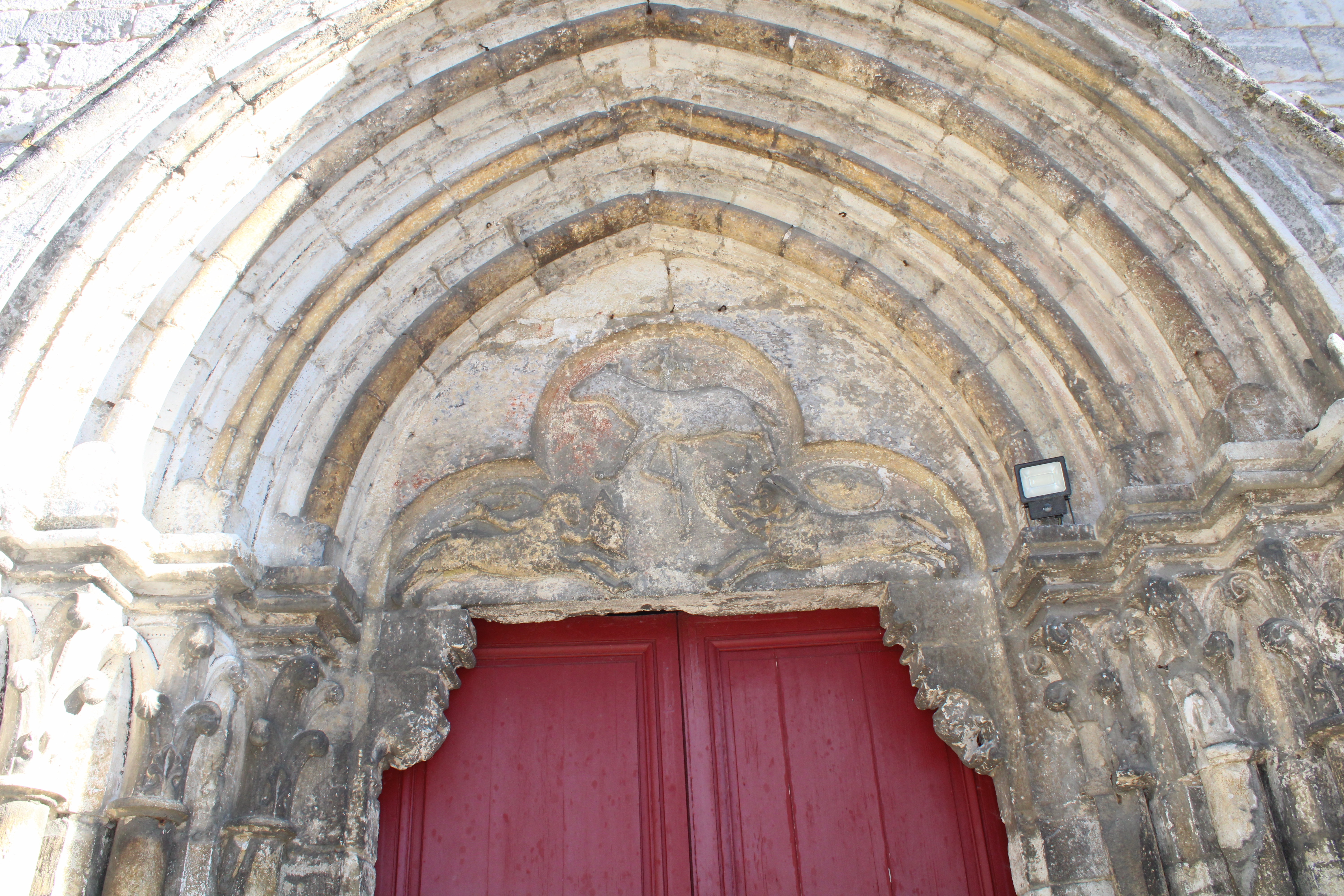
Le portail datant du XIIIe siècle.
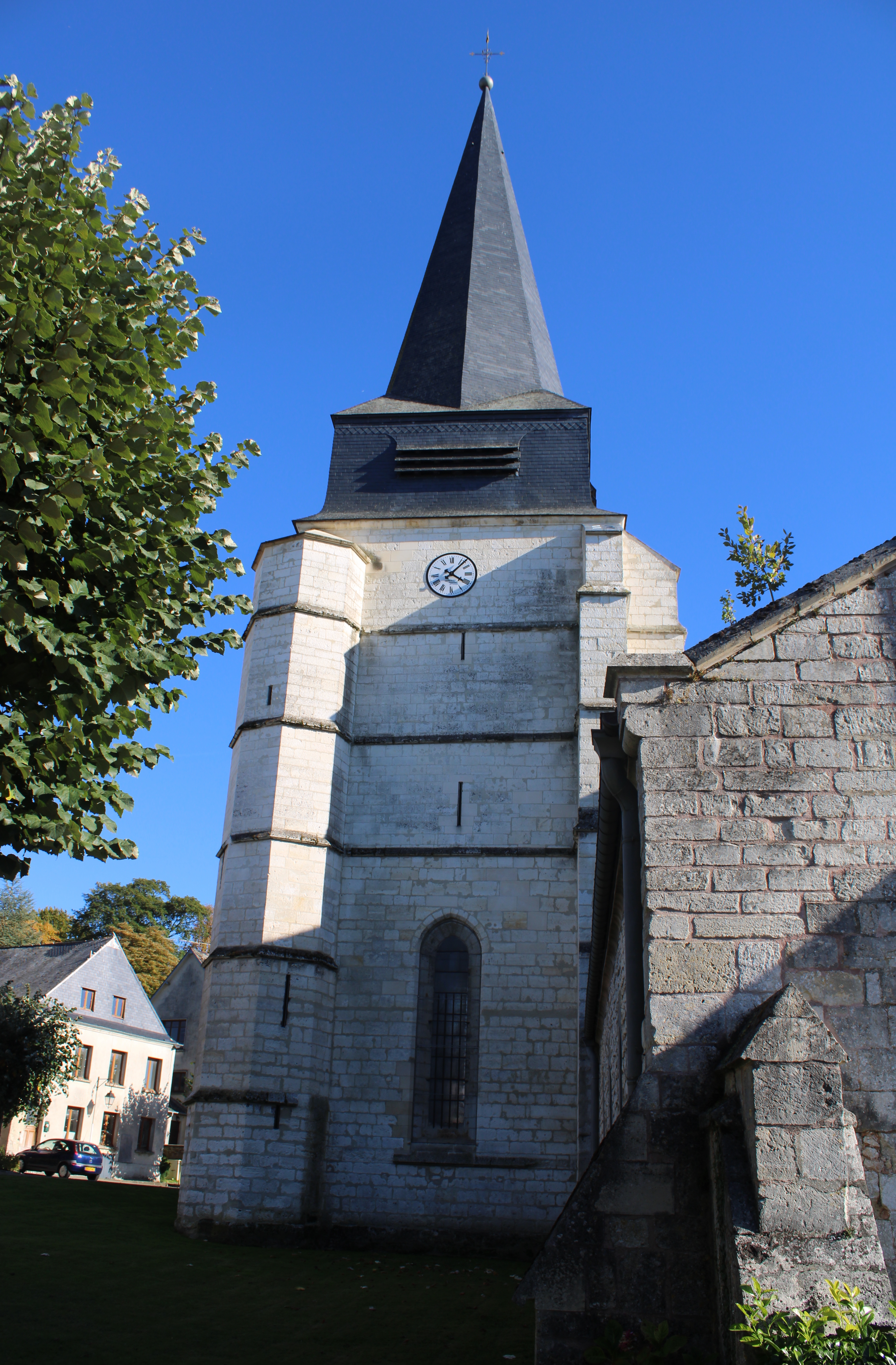
Le clocher accolé à l'église restauré en 2013.
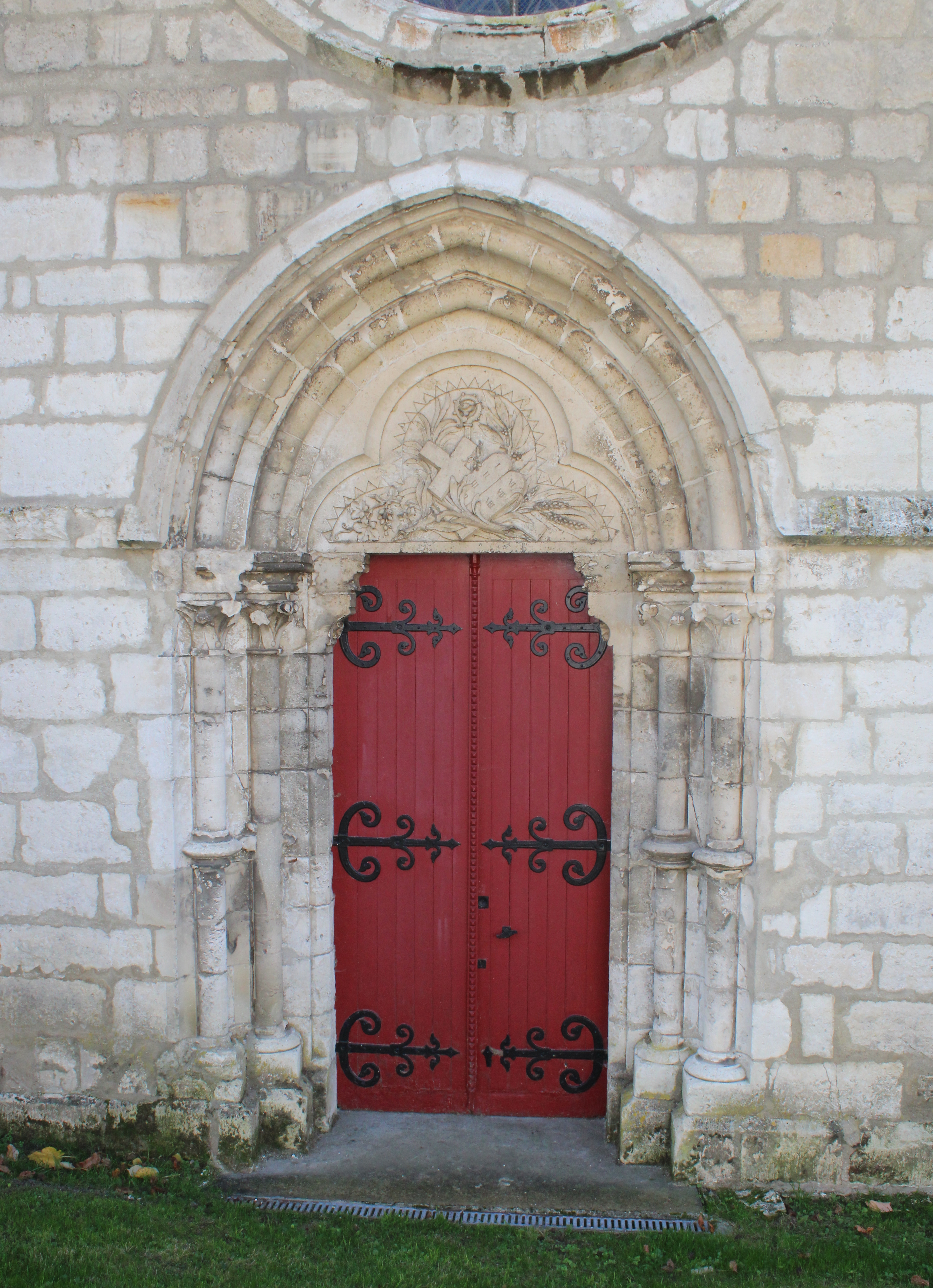
Le portail du clocher.

### Galerie - Intérieur de l'église

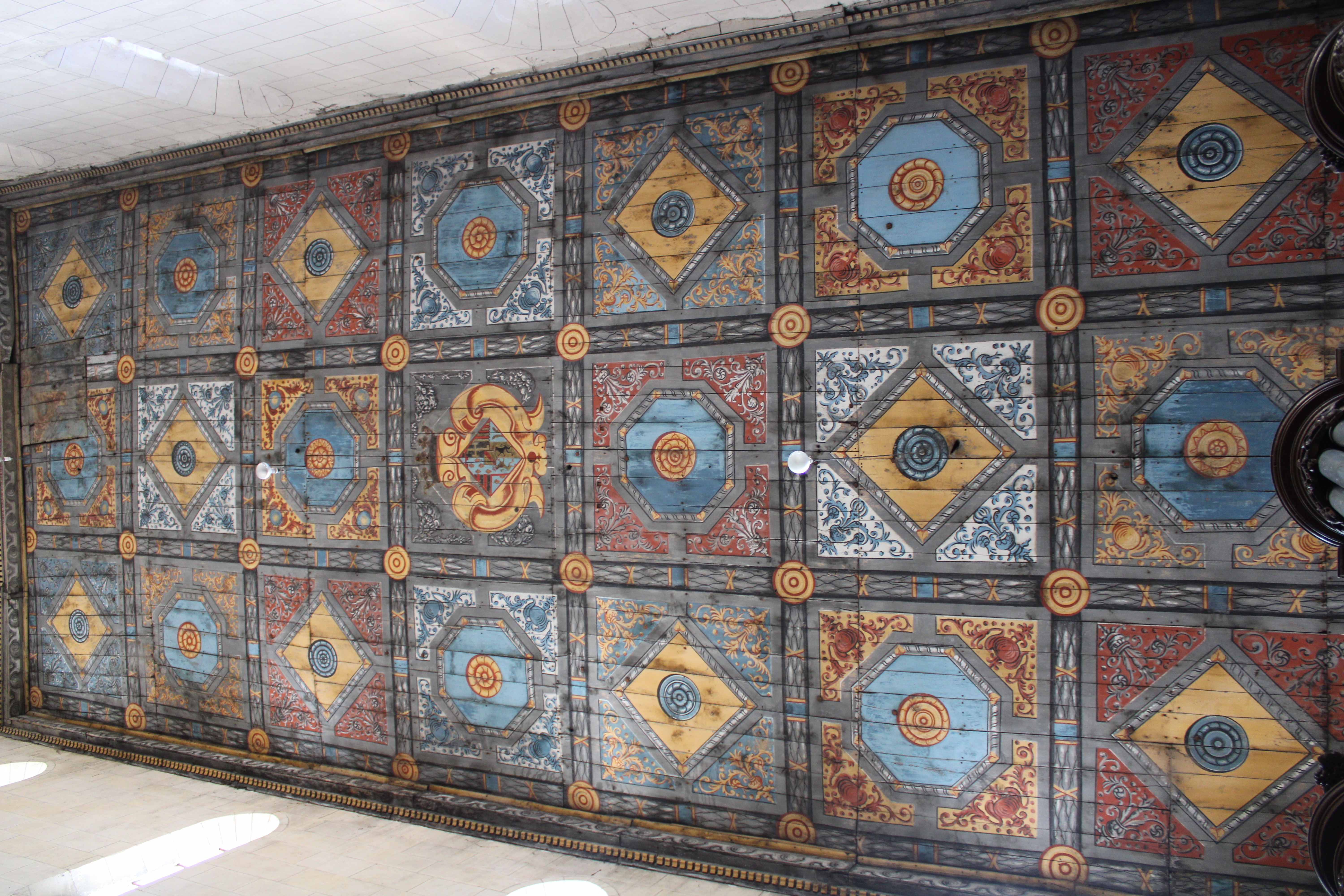
Le plafond à caissons peints (Inscrit MH).
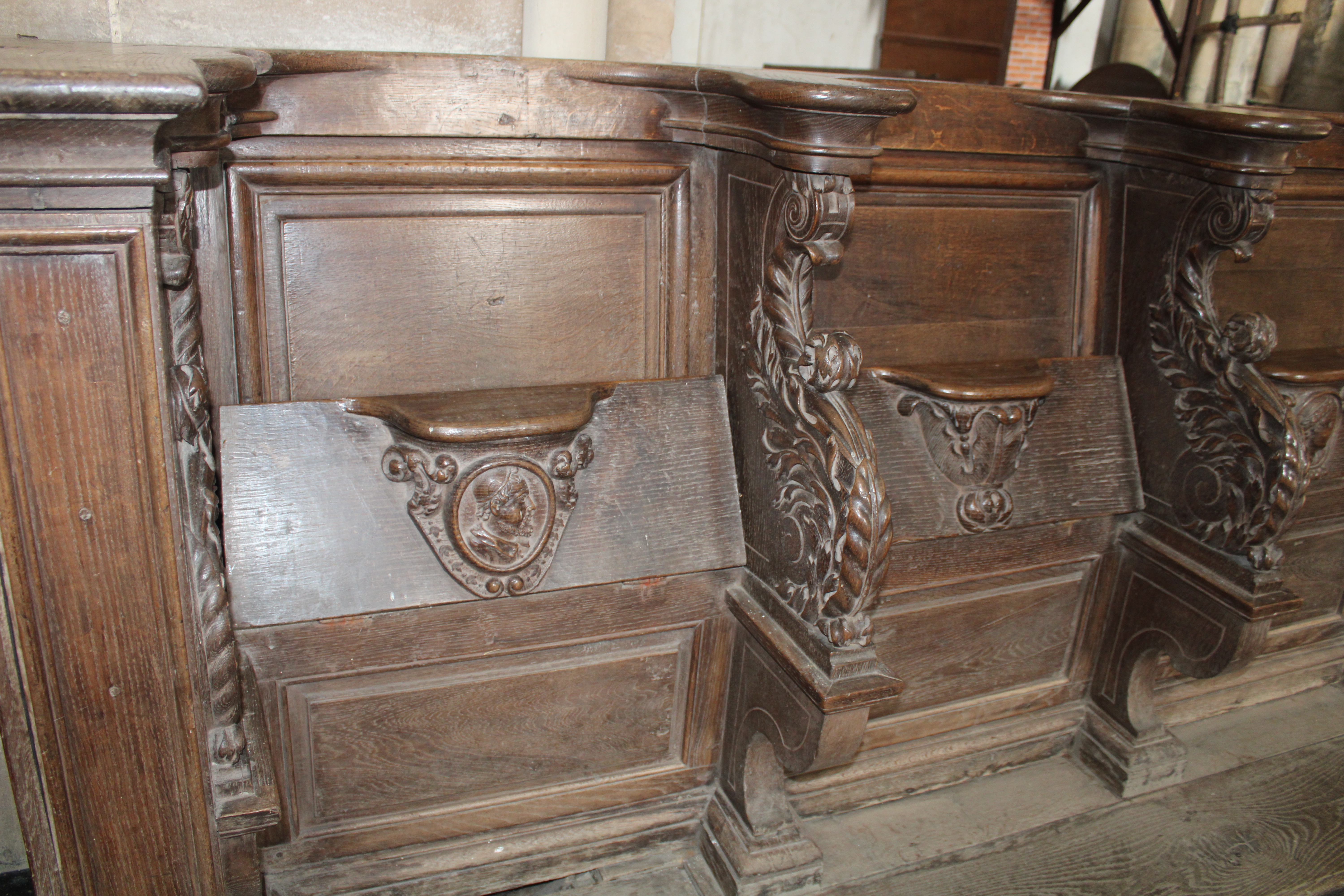
Détail des sculptures des stalles (Inscrit MH).
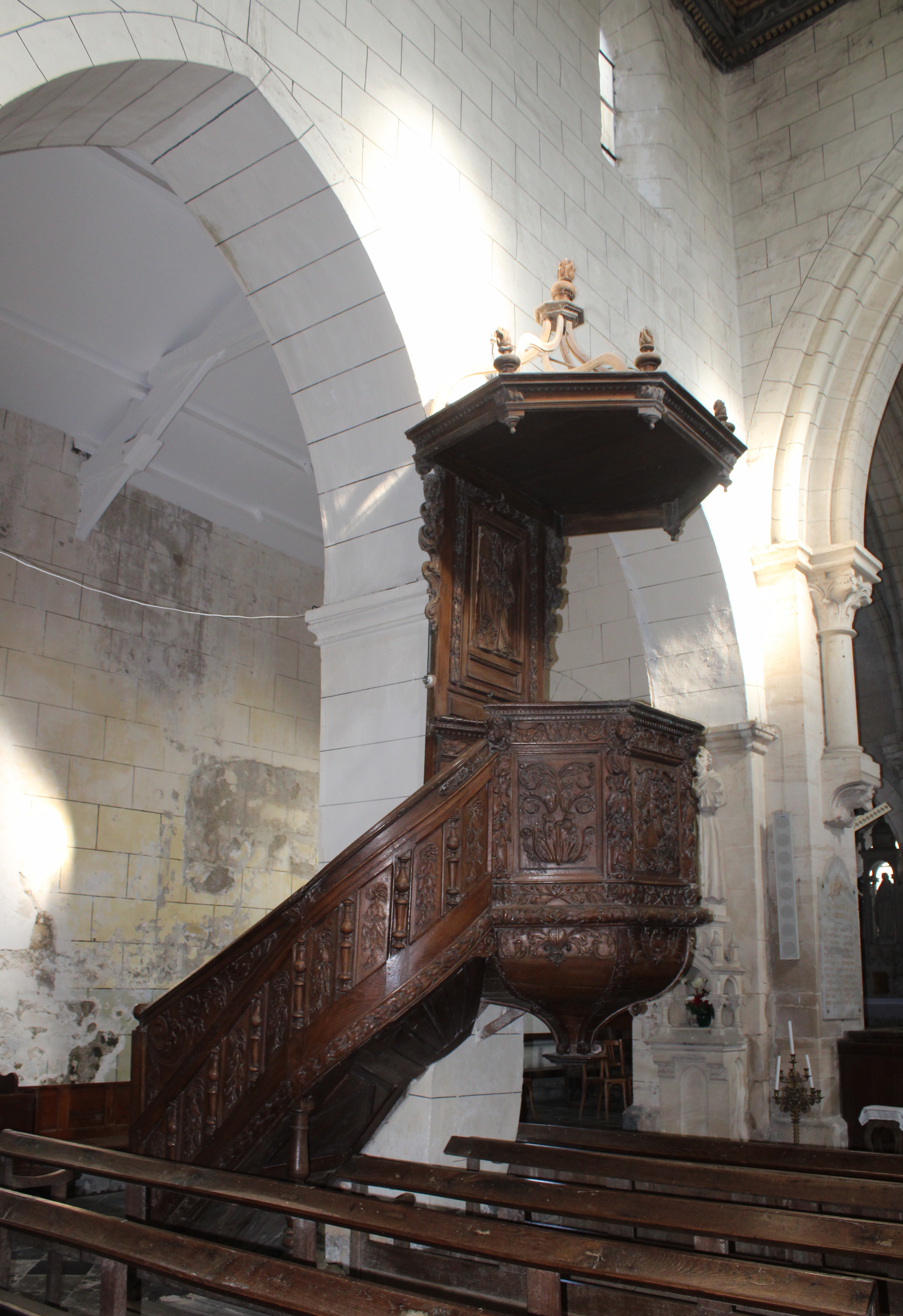
La chaire (Inscrit MH).
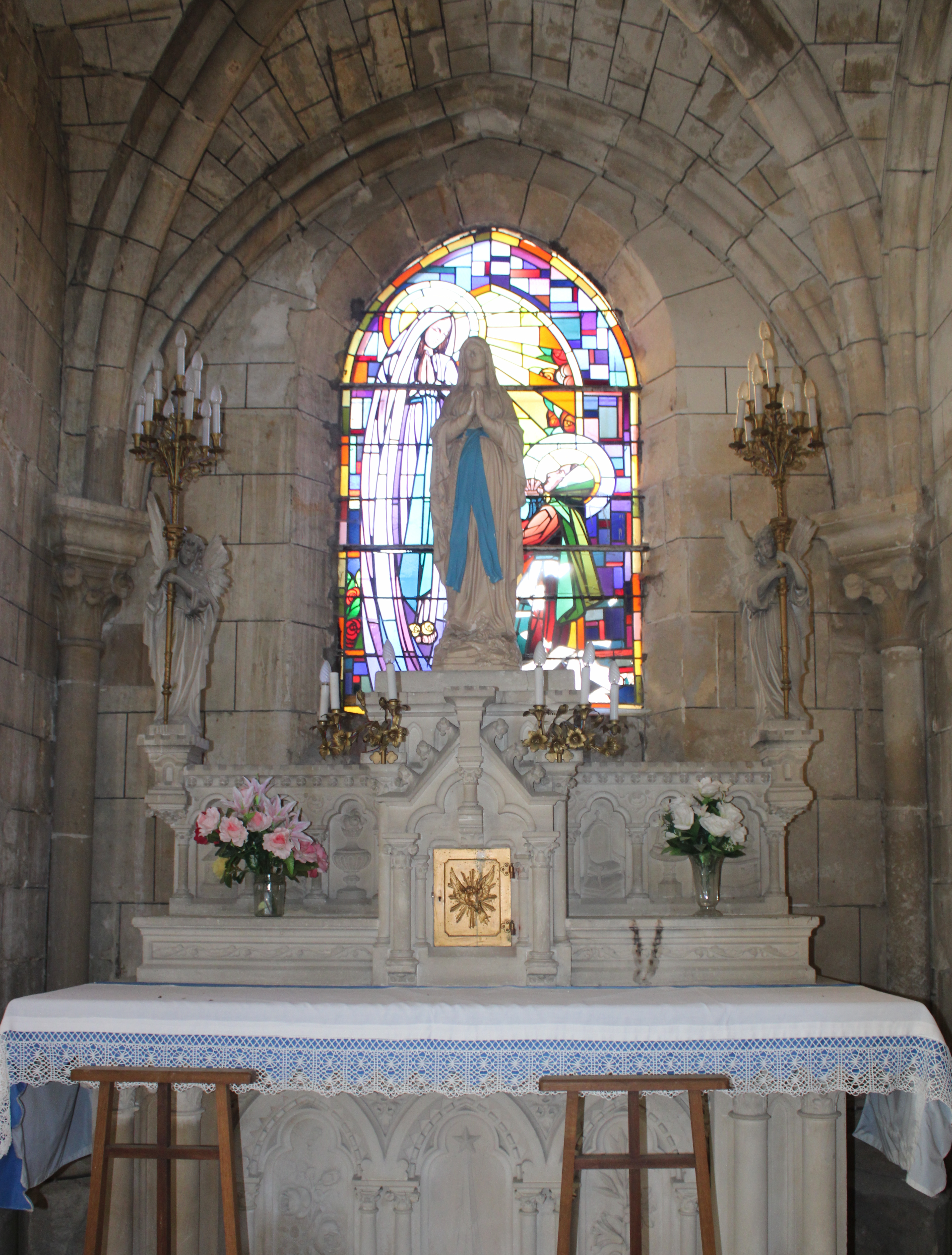
L'autel (Inscrit MH).
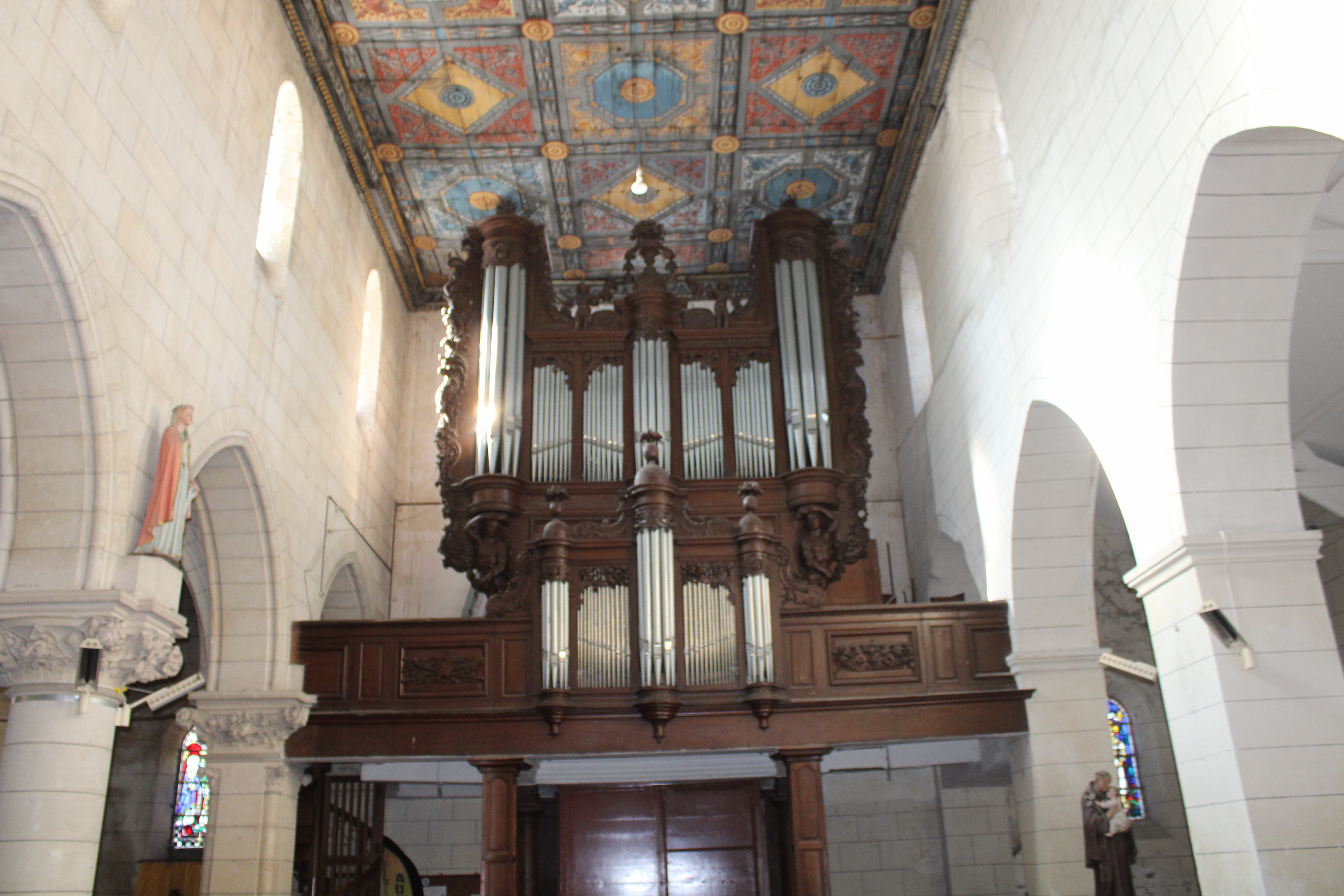
L'orgue (Inscrit MH).
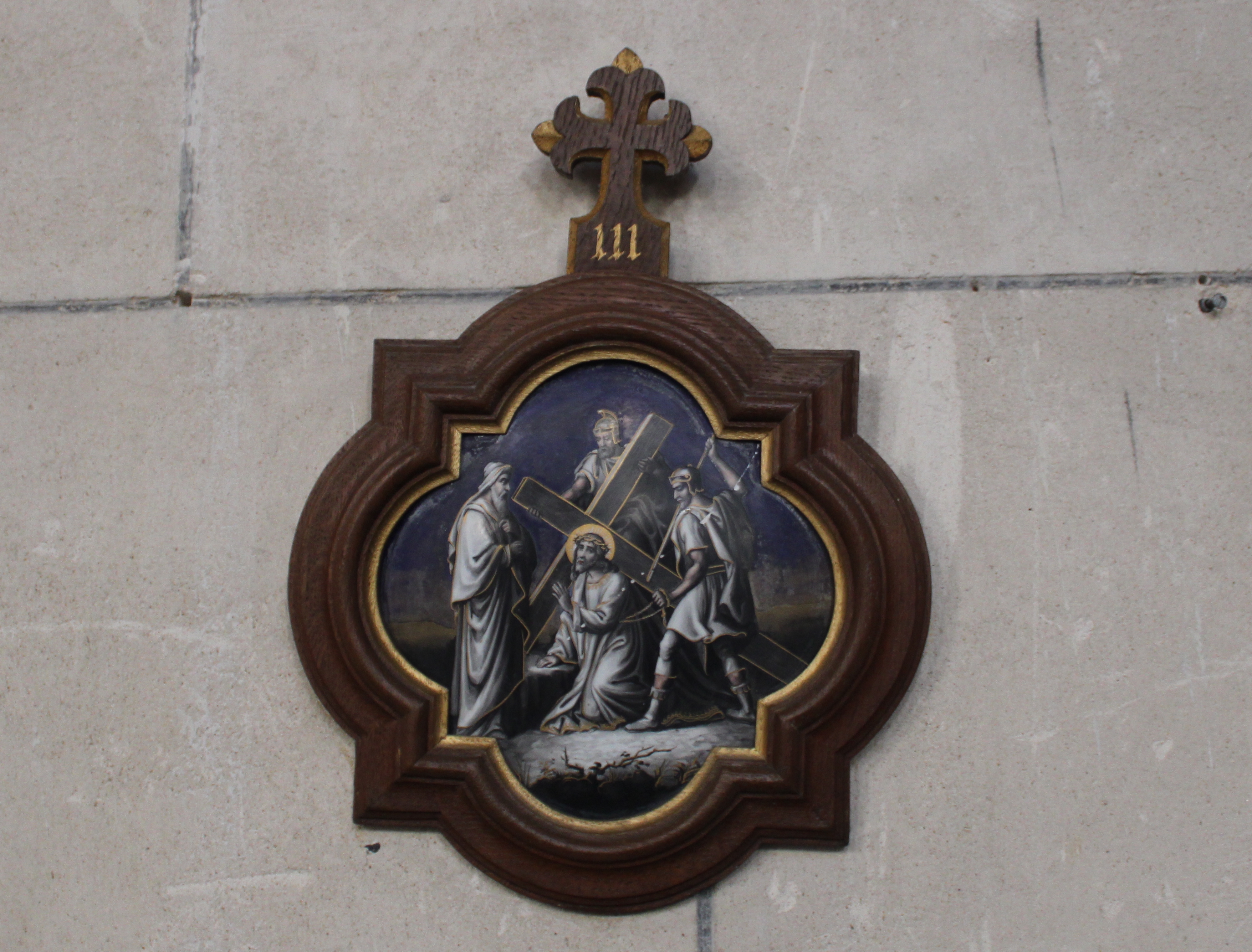
Chemin de croix - station III.